# Rosa Kafaji
Rusul Rosa Kafaji (Solna, 5 luglio 2003) è una calciatrice svedese, attaccante dell'Arsenal e della nazionale svedese.

## Carriera

### Club
Figlia di genitori originari dell'Iraq, Kafaji nasce a Solna ma, dopo che il padre ha divorziato tornando nello stato mediorientale, cresce con la sola madre ad Akalla e appassionandosi qui al calcio tesserandosi per il locale club Kallhälls FF all'età di otto anni. In seguito ha giocato nelle formazioni giovanili miste del Bele Barkarby FF di Järfälla prima di unirsi all'AIK, club della natia Solna, per la stagione 2015.
Dopo quattro stagioni giocate, a livello giovanile, con la sua prima squadra interamente femminile, dal 2019 viene aggregata alla prima squadra facendo il suo debutto in Elitettan, secondo livello del campionato svedese di categoria, impiegata dal tecnico 
Robert Svanström in 8 incontri di campionato, tutti dalla panchina, segnando quattro gol, il primo nel parziale 3-2 sul Lidköpings FK alla 17ª giornata, incontro poi terminato 3-3, e fornendo tre assist in sette sostituzioni durante la stagione. L'anno successivo, pur ad ancora soli 16 anni, Svanström la ritiene meritoria di maggiore fiducia, impiegandola in 18 partite, delle quali 15 da titolare, contribuendo con 12 reti, seconda realizzatrice della squadra dopo Adelisa Grabus (25), a riportare l'AIK in Damallsvenskan dopo cinque anni in serie cadetta.
Alla fine di dicembre 2021 Kafaji ha lasciato il club di Solna firmando un contratto triennale con l'Häcken dal 2022, con il club di Göteborg che ha versato all'AIK una cifra pari a un milione di corone svedesi, rendendo l'operazione uno dei più grandi affari nel calcio femminile.
Nella sua partita di debutto per l'Häcken nel gennaio 2022, dopo soli sei minuti di gioco affrontando il portiere del Lidköping Matilda Haglund ha subito un grave infortunio, riportando una frattura alla parte inferiore della gamba che l'ha costretta a disertare il terreno di gioco per la maggior parte del 2022 e rientrando solo il 9 settembre, alla 19ª giornata di campionato, giocando qualche minuto nella vittoria casalinga per 5-0 sull'Umeå IK.
Formalmente a disposizione del tecnico Robert Vilahamn anche per gli incontri di UEFA Women's Champions League per l'edizione 2022-2023, sarà solo dalla successiva, con il nuovo tecnico Mak Lind sulla panchina dell'Häcken dall'estate 2023, che Kafaji debutta nel torneo UEFA per club, mettendosi in luce siglando due reti nei primi due incontri del girone D. Nel frattempo, con 12 reti, è la maggiore realizzatrice della sua squadra in Damallsvenskan 2023 davanti ad Anna Anvegård (10). Colleziona in tutto 61 presenze e 28 reti durante il suo periodo all'Häcken.
Il 13 agosto 2024, Kafaji viene ingaggiata a titolo definitivo dall'Arsenal, nella massima serie inglese.

### Nazionale
Dopo aver indossato a livello giovanile la maglia della formazione under 17 durante le qualificazioni all'Europeo di Bulgaria 2019, senza che la sua nazionale riuscisse ad accedere alla fase finale, nel febbraio 2021 Kafaji è stata selezionata per la prima volta per la nazionale maggiore, tuttavia deve attendere ancora qualche tempo per debuttare.
Nel frattempo viene chiamata anche per la under 19, tuttavia la pandemia di COVID-19 che colpì l'Europa fece annullare tutti i tornei UEFA giovanili previsti per i due anni successivi. Kafaji ritrova il campo in occasione della prima fase di qualificazione all'Europeo di Repubblica Ceca 2022.
Il debutto in nazionale maggiore risale al 31 ottobre 2023, quando chiamata dal selezionatore Peter Gerhardsson in occasione della fase a gironi dell'edizione 2023-2024 della UEFA Women's Nations League, rileva Madelen Janogy negli ultimi minuti dell'incontro pareggiato in extremis con l'Italia.

## Palmarès

### Club
- UEFA Women's Champions League: 1

Arsenal: 2024-2025